# Club Tijuana
Club Tijuana Xoloitzcuintles de Caliente is een Mexicaanse voetbalclub uit Tijuana. De club is opgericht in 2007 en speelt sinds 2011 in de Primera División.
De club werd als Gallos Caliente in 2007 opgericht nadat Dorados de Tijuana naar het derde niveau gedegradeerd was. De ploeg won de Apertura van de Liga de Ascenso in 2010 en won de promotie play-offs waardoor de club naar de Primera División promoveerde.